# 위베르 마가
쿠투쿠 위베르 마가(프랑스어: Coutoucou Hubert Maga, 1916년 8월 10일~2000년 5월 8일)는 다호메이(현재 베냉으로 알려져 있음) 출신의 정치인이었다. 그는 다호메이의 어느 지역에 살고 있는지에 따라 권력이 좌우되는 정치현장에서 일어났다. 1916년 농민으로 태어난 마가는 1936년부터 1945년까지 교장으로 일했고, 그 기간 동안 그는 점차 교육을 받지 못한 사람들 사이에서 상당한 영향력을 얻었다. 그는 1947년 다호메이의 영토의회에 당선되어 북부민족집단을 창설하였고, 나중에 다호메이 통합당으로 개칭하였다. 1951년, 마가는 프랑스 국회에 당선되었고, 1959년부터 1960년까지 총리를 포함한 다양한 직책을 역임했다. 다호메이가 1960년 8월 1일 프랑스로부터 독립했을 때, 마가는 대통령에 임명되었고, 12월 11일 공식적으로 그 자리에 선출되었다.
마가의 임기 동안 다호메이의 경제는 붕괴되었고, 외국인 투자도 거의 없었고 실업률도 증가했다. 이에 대응하여, 그는 1962년 1월에 4개년 계획을 시작했는데, 그 토대는 젊은이들에게 이 땅에서 일하게 하여 농업 생산을 증가시키는 것이었다. 마가 또한 1961년 5월 제1야당 지도자인 쥐스탱 아호마데그베토메탱이 이끄는 암살 음모가 실패로 끝나면서 국가 통합의 위기에 직면했다. 아호마데그베토메탱은 수감되었고, 1962년 11월 석방될 무렵에는 일당제 국가가 수립되어 있었고 야당 언론의 출입이 통제되어 있었다. 1963년, 유죄 판결을 받은 살인범 크리스토프 복히리가 감옥에서 풀려나 폭동을 일으켰지만 폭동의 초점은 곧 대통령으로서 마가의 문제로 옮겨갔다. 폭동이 너무 심각해져서 다호메이 군대의 참모총장 크리스토프 소글로가 내전을 막기 위해 10월에 다호메이를 장악했다. 소글로 부총리는 마가 총리에 대한 사임을 강요한 뒤 아호마데그베토메탱 부통령과 수루 미강 아피티 국무부 장관 직함을 부여했다.
얼마 후, 마가는 소글로 암살 음모를 꾸몄고 부패 혐의로 유죄판결을 받아 투옥되었다. 1965년 석방된 후, 그는 파리로 이동하기 전에 토고로 피신했다. 1970년 그는 다호메이로 돌아와 아호마데그베토메탱과 아피티가 포함된 3인조 대통령 자문위원장을 지냈다. 1972년 10월 26일, 마티외 케레쿠는 쿠데타에 의해 당시 회장 아호마데그베토메탱을 쓰러뜨렸다. 마가와 의회의 다른 구성원들은 1981년까지 수감되었다. 마가는 석방된 후 공직에서 물러난 뒤 1990년 베냉 정치난민들을 모두 사면한 전국회의에만 모습을 드러냈다. 그는 2000년 5월 8일에 사망했다.

## 교육 및 교사 경력
마가는 1916년 8월 10일 또는 8월 19일 북부 다호메이의 파라쿠에 있는 농민 가정에서 태어났다. 마가는 그가 보르구 왕실의 후손이라고 주장했다. 그의 바리바족 어머니와 모시족의 아버지는 그를 이슬람교 신앙에서 키웠다.
그의 교육은 파라쿠에서 시작되었는데, 그곳에서 그의 선생님은 에밀 데를랭 진수의 아버지였고, 이어서 보이콩과 아보메의 학교들이 있었다. 마가는 빅터 발렛 학교에서 교육을 받기 위해 포르토노보로 이사했고, 그곳에서 그는 3년간 머물렀다. 이후 다카르 폰티 사범학교에서 교육을 받는 동안, 마가는 미래의 니제르 대통령인 하마니 디오리와 친구가 되었다.

## 후기 생애 및 사망
마가는 1989년 민주개발당을 창당해 1990년 베냉 정치난민사면위원회에 참여했다. 그는 또한 정치 생활에서 은퇴하기 전에 공화국 고등 평의원의 일원이었다. 그는 1998년 독립기념일 행사와 같은 공식 석상에 모습을 드러냈다. 그가 죽었을 때, 그는 다호메이 헌법재판소에 앉아 있었다. 2000년 5월 8일, 마가는 코토누에서 심장마비로 사망했다. 이제 코토누에 있는 한 병원이 그의 이름을 가지고 있다.

## 역대 선거 결과
| 선거명      | 직책명            | 대수 | 정당            | 득표율   | 득표수    | 결과 | 당락 |
| ----------- | ----------------- | ---- | --------------- | -------- | --------- | ---- | ---- |
| 1960년 선거 | 다호메이의 대통령 | 1대  | 다호메이 통합당 | 단독후보 | 60표      | 1위  |      |
| 1970년 선거 | 다호메이의 대통령 | -대  | 다호메이 통합당 | 27.88%   | 152,551표 | 3위  | 낙선 |